# Campeonato Africano de Atletismo de 2014 - 400 m feminino
A prova dos 400 metros feminino do Campeonato Africano de Atletismo de 2014 foi disputada entre os dias 11 e 12 de agosto de 2014 no Estádio de Marrakech  em Marrakech, no Marrocos. Participaram da prova 23 atletas. 

## Recordes
Antes desta competição, os recordes mundiais e do campeonato nesta prova eram os seguintes:
|                       | Nome             | Nacionalidade | Tempo  | Local      | Data                 |
| --------------------- | ---------------- | ------------- | ------ | ---------- | -------------------- |
| Recorde mundial       | Marita Koch      | Alemanha      | 47s 60 | Camberra   | 6 de outubro de 1985 |
| Recorde do campeonato | Amantle Montsho  | Botswana      | 49s 54 | Porto Novo | 29 de julho de 2012  |
| Recorde africano      | Falilat Ogunkoya | Nigéria       | 49s 10 | Atlanta    | 29 de julho de 1996  |

## Medalhistas
| Ouro                   | Prata                | Bronze                     |
| Folashade Abugan (NGR) | Kabange Mupopo (ZAM) | Patience Okon George (NGR) |

## Cronograma
Todos os horários são locais (UTC+1).
| Data         | Hora  | Evento  |
| ------------ | ----- | ------- |
| 11 de agosto | 19:15 | Bateria |
| 12 de agosto | 18:30 | Final   |

## Resultados

### Bateria
Qualificação: 2 atletas de cada bateria (Q) mais os 2 melhores qualificados (q).
| Posição | Bateria | Atleta                | Nacionalidade      | Tempo   | Notas |
| ------- | ------- | --------------------- | ------------------ | ------- | ----- |
| 1       | 3       | Kabange Mupopo        | Zâmbia             | 51.54   | Q     |
| 2       | 2       | Patience Okon George  | Nigéria            | 51.55   | Q     |
| 3       | 3       | Ada Benjamin          | Nigéria            | 51.68   | Q     |
| 4       | 1       | Folashade Abugan      | Nigéria            | 52.09   | Q     |
| 5       | 2       | Maureen Jelagat       | Quênia             | 52.62   | Q     |
| 6       | 1       | Djénébou Danté        | Mali               | 53.19   | Q     |
| 7       | 1       | Justine Palframan     | África do Sul      | 53.34   | q     |
| 8       | 3       | Phumlile Ndzinisa     | Essuatíni          | 53.36   | q     |
| 9       | 3       | Lydia Mashila         | Botswana           | 53.37   |       |
| 10      | 2       | Fatoumata Diop        | Senegal            | 53.95   |       |
| 11      | 1       | Jacinter Shikanda     | Quênia             | 54.25   |       |
| 12      | 2       | Audrey Nkamsao        | Camarões           | 54.98   |       |
| 13      | 3       | Shawkia Iddrisu       | Gana               | 55.01   |       |
| 14      | 3       | Kore Tola             | Etiópia            | 55.04   |       |
| 15      | 2       | Kadia Dembele         | Mali               | 55.38   |       |
| 16      | 1       | Natacha Ngoye Akamabi | República do Congo | 55.40   |       |
| 17      | 2       | Goitseone Seleka      | Botswana           | 55.67   |       |
| 18      | 2       | Chaltu Shumi          | Etiópia            | 55.72   |       |
| 19      | 1       | Rhoda Njovu           | Zâmbia             | 55.79   |       |
| 20      | 1       | Hasna Grioui          | Marrocos           | 56.30   |       |
| 21      | 1       | Fantu Magiso          | Etiópia            | 58.27   |       |
| 22      | 3       | Mberihonga Kanduvazu  | Namíbia            | 1:01.40 |       |
| 23      | 3       | Anissa Emile          | Seicheles          | 1:02.20 |       |

### Final
| Posição           | Raia | Atleta               | Nacionalidade | Tempo | Notas            |
| ----------------- | ---- | -------------------- | ------------- | ----- | ---------------- |
| Medalha de ouro   | 4    | Folashade Abugan     | Nigéria       | 51.21 |                  |
| Medalha de prata  | 5    | Kabange Mupopo       | Zâmbia        | 51.21 | Recorde nacional |
| Medalha de bronze | 3    | Patience Okon George | Nigéria       | 51.68 |                  |
| 4                 | 6    | Ada Benjamin         | Nigéria       | 52.59 |                  |
| 5                 | 8    | Maureen Jelagat      | Quênia        | 52.96 |                  |
| 6                 | 2    | Justine Palframan    | África do Sul | 53.70 |                  |
| 7                 | 7    | Djénébou Danté       | Mali          | 54.34 |                  |
| 8                 | 1    | Phumlile Ndzinisa    | Essuatíni     | 54.96 |                  |

Legenda
| Recorde mundial       | Recorde mundial (World record)               |                       | Recorde africano                      | Recorde africano (African) |                                           | Q | Classificado por posição (Qualified) |
| Recorde do campeonato | Recorde do campeonato (Championship record)  | Recorde da América    | Recorde da América (Americas)         | q                          | Classificado por melhor tempo (Qualified) |   |                                      |
| Melhor marca do ano   | Melhor marca do ano (World leading)          | Recorde asiático      | Recorde asiático (Asian)              | DNS                        | Não largou (Did not start)                |   |                                      |
| Recorde nacional      | Recorde nacional (National record)           | Recorde europeu       | Recorde europeu (European)            | DNF                        | Não terminou (Did not finish)             |   |                                      |
| Recorde pessoal       | Recorde pessoal do atleta (Personal best)    | Recorde da Oceania    | Recorde da Oceania (Oceania)          | DSQ / DQ                   | Desclassificado (Disqualified)            |   |                                      |
| Recorde da temporada  | Recorde da temporada do atleta (Season best) | Recorde sul-americano | Recorde sul-americano (South America) | NM                         | Sem marca (No mark)                       |   |                                      |